# 巴希爾·阿卜迪
巴希爾·阿卜迪（Bashir Abdi，1989年2月10日—），比利時田徑運動員，生於索馬利亞，他代表比利時隊參加了日本舉行的2020年夏季奧林匹克運動會，並且在男子馬拉松比賽上獲得銅牌。